# Phlebia patriciae
Phlebia patriciae är en svampart som beskrevs av Gilb. & Hemmes 2004. Phlebia patriciae ingår i släktet Phlebia och familjen Meruliaceae.   Inga underarter finns listade i Catalogue of Life.